# Наталі Берн
Наталія Гуслиста (англ. Natalia Guslista; нар. Київ, Україна), відома як Наталі Берн (англ. Natalie Burn) — українська акторка, модель, сценаристка, продюсерка, танцюристка, хореографка й каскадерка. Відома ролями у фільмах «Нестримні 3» та «Механік: Воскресіння».

## Біографія
Народилась у Києві. У віці трьох років, через погану поставу, мати віддала її на секцію балету. В 13 років переїхала до Лондона і вступила до Королівської балетної школи. Пізніше стала хореографкою. У 21 рік переїхала до Лос-Анджелеса. Там вступила в Інститут театру і кіно Лі Страсберга, де навчались Мерілін Монро, Марлон Брандо, Аль Пачіно, Роберт де Ніро та Міккі Рурк. Через рік вступила в акторську школу Аль Пачіно. 
Крім акторського мистецтва, опанувала фах моделі та сценаристки. Згодом заснувала компанію 7Heaven Productions.
2014 року зіграла роль, завдяки якій стала відомою — у фільмі «Нестримні 3». 2015 року зіграла у фільмі «Пробуджені». Також виступила сценаристкою та продюсеркою. 
2016 року знялася в незначних ролях у фільмах «Злочинець» та «Механік: Воскресіння». 
У квітні 2018 року отримала громадянство США.

## Фільмографія
| Рік  | Назва                | Роль                     | Примітки                        |
| ---- | -------------------- | ------------------------ | ------------------------------- |
| 2006 | Побачення наосліп    | Кріста                   |                                 |
| 2009 | Платний танець       | Анна                     |                                 |
| 2014 | Нестримні 3          | Дружина Конрада          |                                 |
| 2015 | Пробуджені           | Біллі Коуп               | Також сценаристка та продюсерка |
| 2016 | Злочинець            | Шу шу                    |                                 |
| 2016 | Мами та доньки       | Молода Лідія             |                                 |
| 2016 | Спуск                | Стефані                  |                                 |
| 2016 | Механік: Воскресіння | Наталі Стоун «Журналіст» |                                 |
| 2017 | Кати                 | Кей                      |                                 |
| 2019 | Прискорення          | Рона                     | Також продюсерка                |
| 2021 | Фортеця              | Сандра                   | Також продюсерка                |